# Opération Utah
Guerre du Viêt Nam
Batailles
L'opération Utah est une opération conjointe de l'ARVN et de l'armée américaine contre un rassemblement de l'armée populaire vietnamienne pendant la guerre du Viêt Nam. Elle se déroule du 4 au 7 mars 1966, non loin de Quang Ngai et se conclut par une victoire difficile des alliés.

## Contexte
Début mars 1966, le général Platt, commandant adjoint de la 3e division de marines reçoit du renseignement sur l'infiltration d'un régiment de l'armée populaire vietnamienne (APV), le 21e, à seulement quelques kilomètres au nord de Quang Ngai. En réaction, une offensive menée conjointement avec l'ARVN est aussitôt lancée. Cette opération allait être le premier affrontement d'importance entre les marines et l'APV.

## Déroulement

### 4-5 mars: bataille pour la colline 50
Le matin du 4 mars, l'aviation commence à bombarder la zone d'opération. A 9h00, lorsque les premiers éléments du 1er bataillon aéroporté de l'ARVN sont déposés par hélicoptère, les tirs venant du sol sont de suite très intenses. Dès le début, plusieurs hélicoptères sont touchés, dont deux abattus; un avion F-4 est également envoyé au tapis par l'ennemi. Toutefois, malgré la densité du feu, les hélicoptères parviennent à déposer l'entièreté du bataillon vers 10h30; il sera rejoint peu après par le 2e bataillon du 7e régiment de marines (abrégé: 2/7).
Le bataillon de l'ARVN se dirige vers le nord-ouest de la DZ, où se trouve le village de Chau Nai et une petite hauteur, la colline 50. C'est à ces deux endroits que le 21e régiment de l'APV s'est retranché. Lorsque que l'ARVN aborde le village puis la colline, les Sud Vietnamiens sont accueillis par un feu nourri qui les force à s'arrêter. Dans l'après-midi, le 2/7 tente un premier assaut sur la colline 50 qui se heurte à une forte opposition. A peine une compagnie a-t-elle réussie à faire quelques progrès que le 21e régiment déclenche une forte contre-attaque, d'abord contre la compagnie en pointe, puis se développe contre le centre et les deux ailes du bataillon. La situation est d'autant plus compliquée que les Américains ne peuvent appeler l'artillerie ou l'aviation à l'aide car les Nord Vietnamiens sont trop proches des marines, le risque de tir ami est donc trop grand. Ce n'est d'ailleurs pas un hasard. Coller à l'ennemi pour l'empêcher d'utiliser son armement lourd était une tactique prisée par l'APV et le FNL. En fin d'après-midi, décidément  malmené par le 21e régiment, les marines se replient sur un des hameaux de Chau Nai, cette fois avec le soutien de l'aviation. "Je n'avais rien d'autre à perdre que ma fierté à ordonner un repli" dira le Lieutenant-Colonel Utter, commandant du 2/7. Une fois dans le hameau, les marines ne sont pas tout à fait à l'abri et continuent à subir le harcèlement de l'ennemi. Devant la résistance de l'APV et craignant de perdre l'occasion d'envelopper l'ennemi pour le détruire, le commandement américains jette dans la mêlé trois nouveaux bataillons de marines, le 3/1, le 2/4 et le 1/7. Le 37e bataillon de Rangers et le 5e bataillon aéroporté Sud-Vietnamiens sont également envoyés en renfort. Pour l'heure, la nuit est marquée par des raids aériens massifs contre le 21e régiment.
Le matin du 5 mars, vers 5h00, le 1er bataillon aéroporté Sud-Vietnamien subit une puissante attaque de l'APV. Pour la repousser, l'artillerie américaine est fortement mise à contribution, consommant pas moins de 1 900 obus en  deux heures.Vers 8h30, le 2/4 est déposé près de An Tuyet, à 5 km au sud de la colline 50. Bien qu'éloigné de l'épicentre des combats, le débarquement ne se fait pas sans opposition et plusieurs hélicoptères sont touchés, dont deux qui vont au sol. Le 2/4 va ensuite fermer le flanc sud de la colline 50, tandis que la compagnie B du 1/7 est laissé à An Tuyet pour protéger les hélicoptères abattus. A 10h30, une compagnie du 3/1 est envoyé sur la colline 50 pour "rejoindre l'ARVN". Mais sur place, les marines constatent que l'APV tient toujours la colline. Les Américains attaquent néanmoins et après une furieuse bataille de 3h30, avec l'aide du 1er bataillon aéroporté, la colline est enfin maîtrisée. Les Nord-Vietnamiens contrôlent toujours un hameau de Chau Nai, à l'est de la colline, que les marines et le 5e bataillon aéroporté ne parviennent pas à enlever. La nuit, les combats se calment autour de la colline, mais à An Tuyet, la compagnie du 1/7 laissée en protection des hélicoptères est fortement attaquée, mais parvient à repousser l'ennemi.

### 6-7 mars: épilogue
Le matin du 6 mars, après d'intenses bombardements, la progression reprend, mais aucun contact n'est établi avec l'APV, qui a profité de la nuit pour s'exfiltrer. Le champ de bataille est alors complètement sécurisé. Lors des fouilles, les alliés découvrent un impressionnant complexe de tunnels sur la colline 50, que le génie fait exploser. Le 7 mars, l'opération Utah est officiellement terminée.

## Bilan
Lors de cette première confrontation, les marines ont pu jauger leur adversaire, manifestement solide. En infériorité numérique et dépassés par la puissance de feu ennemie, les Nord-Vietnamiens se sont montrés hargneux en défense et suffisamment agressifs pour contre-attaquer, d'ailleurs avec une certaine efficacité. En tout, les alliés eurent 128 tués, 398 blessés, un avion détruit et de nombreux hélicoptères endommagés,. Tout cela en seulement un peut moins de 48 heures de combat, ce qui est inhabituellement haut pour une opération de type recherche et destruction.
Côté communiste, les pertes, comme souvent dans ce conflit, sont difficiles voire impossibles à décompter avec exactitude. Sur la colline 50, une centaine de corps Nord-Vietnamiens ont été retrouvé et trente huit dans le secteurs de An Tuyet. Une estimation ultérieure porta le total à 600 tués. Les alliés firent également 5 prisonniers et saisirent plusieurs dizaines d'armes,.